# Ernst Lautz
Ernst Lautz, född 13 november 1887 i Wiesbaden, död 22 januari 1977 i Lübeck, var en tysk jurist i Tredje riket. Lautz var domare i Volksgerichtshof och biträdde Roland Freisler i domen av de sammansvurna i samband med 20 juli-attentatet 1944. Vid Domarrättegången 1947 dömdes Lautz till tio års fängelse för krigsförbrytelser och brott mot mänskligheten. Han frigavs dock redan i januari 1951.